# Абсолютная музыка
Абсолютная музыка (нем. absolute Musik; англ. absolute music; фр. musique pure; итал. musica assoluta) в западноевропейской музыкальной эстетике XIX века — «чистая» инструментальная музыка, то есть такая, которая существует по специфическим имманентным законам «музыкально-прекрасного» и не связана (по крайней мере, явно) с внемузыкальными, называемыми также «функциональными», атрибутами — прежде всего, со словом, а также с программой какого-либо рода, с конкретным определённым заголовком и т. п.
Выражение «absolute Musik» использовал Р. Вагнер как понятие, противоположное его «музыкальной драме» (нем. Musikdrama) и «целостному произведению искусства» (нем. Gesamtkunstwerk). Абсолютная музыка (впервые выражение встречается в программе к Девятой симфонии Бетховена) по его мнению была ложным направлением развития, в ходе которого музыка оказалась в изоляции от остальных искусств и от самой жизни. Девятую симфонию Бетховена Вагнер рассматривал как кульминационную вершину на этом «ложном пути», которую Бетховен преодолел, включив в финал симфонии хор. По мысли Вагнера, музыка не должна быть «целью» (Zweck) творческого акта (в конкретном случае — новой музыкальной драмы), а должна оставаться лишь его «средством» (Mittel).
Концепция абсолютной музыки получила дальнейшее развитие в трудах музыкального эстетика Э. Ганслика:

Музыка состоит из звукорядов, звукоформ. Они не имеют никакого другого содержания, кроме самих себя. При том что эффект, производимый музыкальной пьесой, каждый оценивает и обозначает словами в меру своей индивидуальности, никакого содержания того же самого, кроме как воспринятые слухом звукоформы, нет — ведь музыка говорит не просто через звуки, она только звуки и говорит.— О музыкально-прекрасном (1854). Гл.7

Формы, движущиеся в звучании,— единственное содержание и предмет музыки.— там же, Гл.3
Представление об абсолютной музыке покоится на допущении о том, что всё выходящее за пределы «свободной игры с формой» уже на этом основании должно быть объявлено «внемузыкальным» и противоречащим первоначальному требованию к ограничению музыки только имманентно музыкальным, «звучащим» смыслом. По мнению Г. Г. Эггебрехта, эта точка зрения, которая одинакова чужда применительно к музыке и Бетховена и Веберна, недооценивает многосложность устройства музыки и механизма её психологического воздействия, а также игнорирует то обстоятельство, что даже самой абстрактной музыкальной структуре присуще содержательное начало (ein Gehaltliches), которое притязает на отклик и понимание ценителя прекрасного.
Ныне учёные примерно в том же смысле, что и «абсолютная музыка», предпочитают употреблять термин автономная музыка.